# Hyloscirtus pantostictus
Hyloscirtus pantostictus är en groddjursart som först beskrevs av William Edward Duellman och Berger 1982.  Hyloscirtus pantostictus ingår i släktet Hyloscirtus och familjen lövgrodor. IUCN kategoriserar arten globalt som starkt hotad. Inga underarter finns listade i Catalogue of Life.